# Provincia Béjaïa
Provincia Béjaïa (în arabă ولاية ) este o unitate administrativă de gradul I (wilaya) a Algeriei. Reședința sa este orașul Béjaïa.